# Disney Television Animation
Disney Television Animation es una filial de Disney Branded Television, división de The Walt Disney Company, se fundó en el año 1985, esta empresa se especializa en la producción de series animadas, películas, especiales y otros proyectos para los canales de televisión de la compañía (Disney Channel, Disney XD y Disney Junior), así como para su servicio de streaming Disney+. 
Fue fundada bajo el nombre de The Walt Disney Pictures Television Animation Group, y reestructurado como Walt Disney Television Animation Studios en 1998.

## Historia

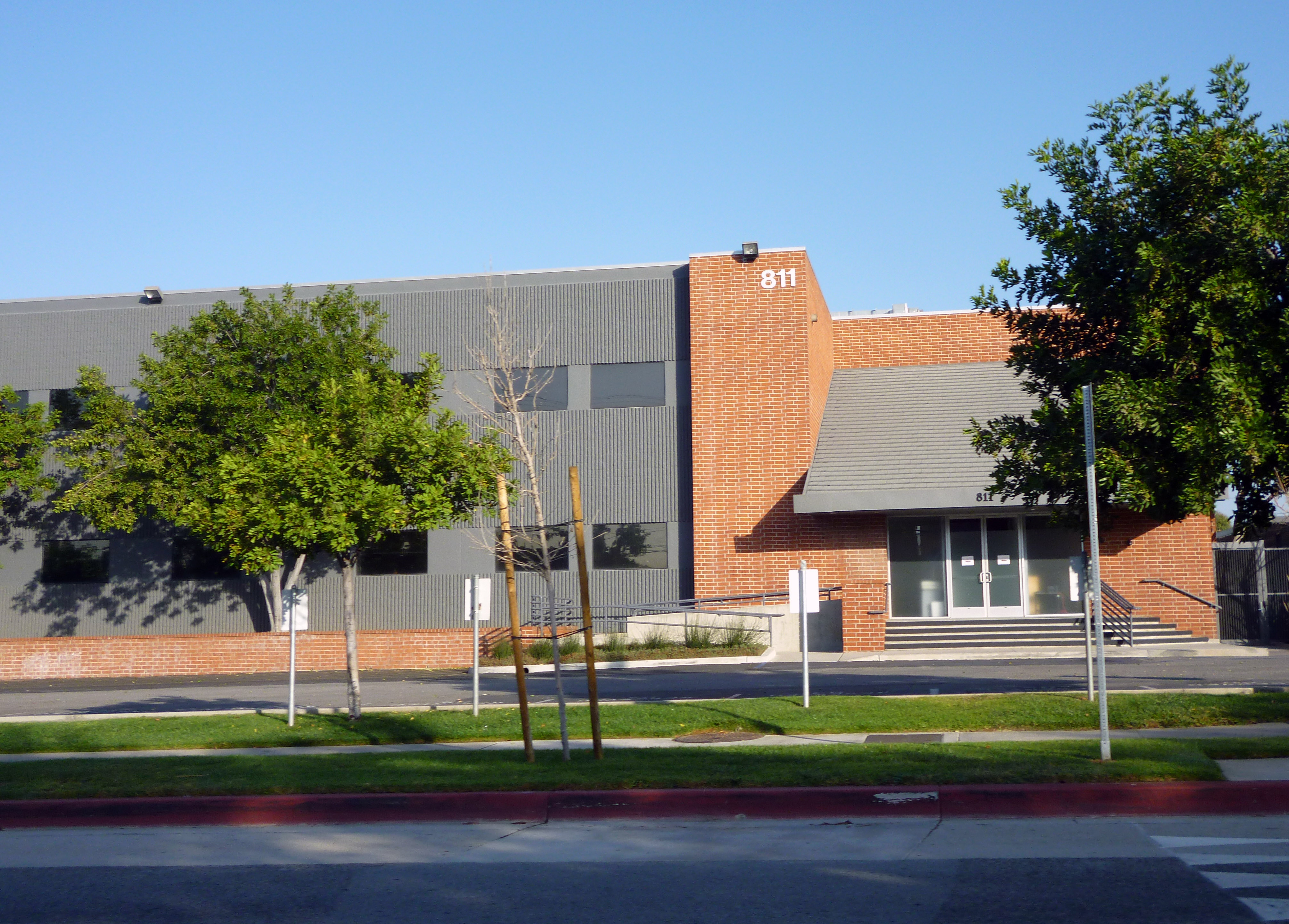
Estudio de animación de Disney Television Animation

En 1985 la organización de la Walt Disney Company contrató a Michael Eisner, además los animadores de Walt Disney Pictures formaron a una división especializada en la producción de series animadas. Entre los presidentes ejecutivos que están a cargo de la empresa en aquel instante eran Tom Ruzicka (quien posteriormente dejó la producción y se mudó a Universal Animation Studios), Bill Gross (anterior presidente de Jumbo Pictures), Sharon Morrill (nominada al tiempo como presidenta de DisneyToon Studios), Maia Mattise, Lenora Hume y Barbara Ferro.
El ciclo de animación de televisión de Disney comenzó a mediados de 1985, con Los Wuzzles y Las aventuras de los Osos Gummi. En 1987, Disney finalmente dio a conocer la serie más reciente aún en su ciclo, y la primera en su exitosa línea de largo plazo de sindicados espectáculos animados, Patoaventuras. El show fue un éxito suficiente para generar un largometraje, Duck Tales la película: El tesoro de la lámpara perdida (que fue la primera película de la televisión de animación de la unidad Disney MovieToons), y dos series spin-off: Darkwing Duck y Quack Pack.
El éxito de PatoAventuras abrió el camino para una nueva etapa de alta calidad de series de televisión animada, incluyendo Las nuevas aventuras de Winnie the Pooh en 1988. Más tarde, a principios de la primavera, Chip 'n Dale Rescue Rangers debutó en 4 de marzo de 1989, y fue emparejado con Patoaventuras en un espectáculo de una hora de duración sindicado a través de la temporada desde 1989 hasta 1990. 
En la temporada 1990-1991, Disney expandió la idea aún más lejos para crear La tarde de Disney, un bloque de 2 horas de los dibujos animados de la compañía, donde cada uno tendría un espacio de 30 minutos aproximadamente, que se estrenó mucho más tarde, el 10 de septiembre de 1990. Patoaventuras fue uno de los primeros dibujos animados insignia en trasmitir.
El 24 de agosto de 1994 con la renuncia de Jeffrey Katzenberg, Richard Frank se convirtió en jefe de la recién formada Walt Disney Televisión & Telecommunications (WDTT), que incluyó WDTA, desde las unidades de The Walt Disney Studios. Morrill estaba a cargo de la secuela de película directamente para vídeo de Aladdin lanzado por la unidad Disney Video Premieres.
Tres estudios Disney en el extranjero se establecieron para producir la serie animada de televisión de la compañía. Disney Animation Australia se inició en 1988. En 1989, los hermanos Brizzi venden Brizzi Movies a Disney Television Animation y pasó a llamarse Walt Disney Animation France. Ese mismo año, Disney Animation Japón se inició. Walt Disney Animation Canada se abrió en enero de 1996 para aprovechar la gran cantidad de animadores de Canadá y producir directa a vídeo. A medida que las producciones directo a vídeo aumentaron en importancia, los estudios en el extranjero se trasladaron a hacer largometrajes.
Los estudios originalmente eran una academia de elaboración de películas ubicada en el norte de Hollywood en la avenida Cahuenca. Pero en 1998 la compañía se mudó a Burbank, California en el edificio Frank G, Wells. 
Gary Krisel esperaba ser promovido para dirigir WDTT (tras la renuncia de Frank en marzo de 1995), pero esto no se pudo lograr, Krisel dejó WDTA al final de su contrato en enero de 1996. En el momento en que Walt Disney Company se fusionó con Capital Cities/ABC, TV Animation era una unidad de Walt Disney Television dentro de la Walt Disney Television and Telecommunications (WDTT). Con el retiro del presidente del grupo WDTT, Dennis Hightower, en abril de 1996, y el curso de reorganización tras la fusión, la unidad fue trasladada a The Walt Disney Studios. 
En abril de 1998, Movietoons fue fusionado con Disney Video Premiere y los especiales de televisión de Disney Television Animation, con Morril siendo ascendida a vicepresidenta ejecutiva. Al mismo tiempo, Barry Blumberg fue elevado a vicepresidente ejecutivo de la red. Ambos informantes al presidente de Walt Disney Television, Charles Hirschhorn.
En el segundo trimestre de 2000, debido al débil desempeño financiero, Walt Disney Animation Canadá estaba cerrado. David Stainton se hizo cargo de la empresa como vicepresidente ejecutivo en enero de 2000 y luego como presidente en febrero de 2002 tras salir Thomas Schumacher. Posteriormente en 2002 se crea una sede secundaria en el edificio de Sonora.
En enero de 2003, Disney inició una reorganización de sus unidades teatrales y de animación para mejorar el uso de recursos y continuar enfocándose en nuevos personajes y desarrollo de franquicias. Luego, Disney transfirió toda la animación televisiva a Disney Channels Worldwide. En esta reorganización, la unidad de Disney MovieToons/Disney Video Premieres pasa de la animación televisiva a la animación de largometrajes. Luego, el estudio pasó a llamarse Disneytoon Studios. Mientras Stainton asumió como presidente de Disney Feature Animation de Schumacher, Blumberg regresó a WDTVA como presidente. Kim Possible se convirtió en la primera caricatura producida por Disney Channel (ya que Jambalaya Studio produjo The Proud Family para la cadena).
Tras el nuevo cambio de enfoque de la compañía, en 2004, Disney formó una empresa conjunta con Jetix Europe N.V. denominada "Jetix Animation Concepts" para producir programas originales en todo el mundo. Las tres series incluyen: Super Robot Monkey Team Hyperforce Go!, Get Ed y Yin Yang Yo! Junto con cuatro producidos por SIP Animation: The Tofus, W.I.T.C.H., A. T. O. M. y Combo Niños. Jetix normalmente se emitiría como un bloque en Toon Disney (y la red hermana ABC Family hasta el 31 de agosto de 2006) en los EE. UU., o como canal a nivel internacional (según la región).
A lo largo de la década de 2000, Disney continuó creando nuevos originales animados de Disney Channel y Playhouse Disney como Lilo & Stitch: The Series, Dave the Barbarian, Brandy & Mr. Whiskers, Mickey Mouse Clubhouse, My Friends Tigger & Pooh y The Emperor's New School ya estaba en producción. En este punto, las series animadas tendrían que ser producidas únicamente por la división de animación de la cadena. Así que Disney Channel comenzó a experimentar con nuevas técnicas de animación para reducir costos bajo el restablecido Disney Channels Worldwide.
The Buzz on Maggie fue una de las primeras series de Disney en utilizar completamente la animación de Adobe Flash, lo que ahorra costos y permite la experimentación. American Dragon: Jake Long (que se estrenó solo unos meses antes) y The Replacements recibieron rediseños más limpios para sus segundas temporadas (digno de mención, ya que ambas series se originaron como los libros de cuentos de sus creadores) para facilitar los estilos de animación para ajustarse a los presupuestos de televisión. El éxito de Kim Possible también ayudó a demostrar que había valor de marketing en los dibujos animados de Disney Channel, ya que la cadena ordenó una cuarta temporada (a diferencia de las tres temporadas estándar de 65 episodios). Disney pronto lanzó Phineas y Ferb poco después del cierre de Kim Possible (que la superó como su serie animada de mayor duración).
En 2009, Disney-ABC Television Group cambió el nombre de Toon Disney y Jetix como Disney XD y la marca Jetix se retiró oficialmente en 2010. El objetivo era simplificar la comercialización de canales fusionando las dos marcas. En 2011, el bloque ABC Kids también cerró. A principios de la década de 2010, el grupo de televisión comenzó a crear algunos programas originales para el nuevo canal hermano Disney XD. El grupo cambió el nombre del estudio de animación a Disney Television Animation. Playhouse Disney fue rebautizado como Disney Junior en 2011 y recibió canales independientes en 2012; reemplazando a Soapnet (a nivel nacional) y los canales Jetix Play (a nivel internacional).
Kick Buttowski: Suburban Daredevil se convirtió en el primer programa animado original de Disney XD que precedió a Fish Hooks y Alphablocks de Disney Channel. Los siguientes dibujos animados de Disney XD fueron Motorcity, Tron Uprising, Randy Cunningham: 9th Grade Ninja y Penn Zero: Part-Time Hero. Todos los cuales fueron coproducidos por otros recursos de animación, excepto The 7D (que originalmente recibió luz verde para Disney Junior). A pesar de seguir haciendo programas originales para el canal principal en 2014, la mayoría de los programas animados como Gravity Falls y Wander Over Yonder cambiaron a Disney XD Originals. Mickey Mouse, Descendants: Wicked World y Tangled: The Series siguieron siendo los únicos programas que no se trasladaron al canal hermano.
En 2016, Disney XD dio luz verde a Big City Greens (entonces titulado: Country Club); sin embargo, la producción tuvo que detenerse debido a la abundancia de espectáculos de DTVA en ese momento. Disney acababa de anunciar Milo Murphy's Law para Disney XD ese mismo año, junto con un reboot de DuckTales ya en 2015.
Sin embargo, para renovar el marketing, Disney cesó la producción de todos los programas originales de Disney XD. Los últimos programas creados fueron Pickle and Peanut, Future-Worm! y Billy Dilley fueron anunciados (ya en 2014), pero saldrían al aire en los años secuenciales.
A principios de 2018, Disney Channels Worldwide anunció oficialmente que regresaría la animación a Disney Channel. Este cambio significó que DTVA produciría principalmente programas para Disney Channel y Disney Junior.
En febrero de ese año, el estudio dio luz verde a dos nuevas series: Amphibia y The Owl House, para marcar su regreso a la animación. Big City Greens (que inicialmente tenía la intención de ser para Disney XD) cambió a Disney Channel. Los programas restantes producidos exclusivamente por el estudio, como Star vs. The Forces of Evil, DuckTales, Big Hero 6: The Series y Milo Murphy's Law, también movieron sus estrenos, con muchas de sus producciones terminadas.
En 2019, Disney dio luz verde a otro nuevo programa, The Ghost and Molly McGee (originalmente titulado: The Curse of Molly McGee) y Moon Girl and Devil Dinosaur (una coproducción con el estudio hermano corporativo Marvel Animation). Muchos de los siguientes programas originales de Disney Junior han cambiado de nombre a "Disney Junior" en lugar de simplemente "Disney", que se utiliza principalmente para los programas de Disney Channel. Sin embargo, los programas originales de Disney+ seguirían siendo una marca separada.
En julio, Disney Television Animation firmó contratos generales con 17 creadores y animadores. Esta empresa sigue una tendencia en la programación infantil iniciada por Netflix.
El 10 de diciembre de 2020, Walt Disney Animation Studios, el brazo de animación de largometrajes de Disney, y el estudio hermano Pixar anunciaron que se expandirían a la programación de televisión. Actualmente se desconoce si esto tendrá algún impacto en DTVA o no.
En febrero de 2022, se informó que DTVA estaba trabajando en una película animada titulada Superfudge junto con AGBO para Disney+. También se está trabajando en una película llamada Confessions Of An Imaginary Friend. El estudio también estaba desarrollando una película titulada School for Sensitive Souls como parte del nuevo acuerdo general del expresidente de Disney Branded Television, Gary Marsh, con Disney. Las tres películas serán las primeras películas originales de DTVA desde la fallida película piloto de Fluppy Dogs
DTVA también estaría trabajando en aproximadamente 31 películas originales que se estrenarrían en Disney Channel, Disney Junior y Disney+.
En marzo de 2022, se confirmó que el estudio colaboraría con su estudio hermano especializado en animación adulta 20th Television Animation para la creación de futuras series animadas, miniseries y películas para una audiencia joven adulta para Disney+ iniciando con Rhona Who Lives By The River.

## Series producidas

### Series originales de Disney
| Año  | Serie                                  | Emisión Original                                   | Temporadas | Episodios |
| ---- | -------------------------------------- | -------------------------------------------------- | ---------- | --------- |
| 1985 | Las aventuras de los osos Gummi        | 14 de septiembre de 1985 - 22 de febrero de 1991   | 6          | 94        |
| 1985 | Los Wuzzles                            | 14 de septiembre de 1985 - 7 de diciembre de 1985  | 1          | 13        |
| 1987 | Patoaventuras                          | 18 de septiembre de 1987 - 28 de noviembre de 1990 | 4          | 100       |
| 1988 | 'The New Adventures of Winnie the Pooh | 17 de enero de 1988 - 26 de octubre de 1991        | 4          | 82        |
| 1989 | Chip 'n Dale Rescue Rangers            | 4 de marzo de 1989 - 19 de noviembre de 1990       | 3          | 65        |
| 1990 | Aventureros del Aire                   | 9 de septiembre de 1990 - 8 de agosto de 1991      | 1          | 65        |
| 1991 | Pato Darkwing                          | 6 de septiembre de 1991 - 12 de diciembre de 1992  | 3          | 91        |
| 1992 | La Tropa Goofy                         | 5 de septiembre de 1992 - 5 de diciembre de 1992   | 2          | 78        |
| 1992 | Raw Toonage                            | 19 de septiembre de 1992 - 5 de diciembre de 1992  | 1          | 39        |
| 1992 | La sirenita                            | 11 de septiembre de 1992 - 26 de noviembre de 1994 | 3          | 31        |
| 1993 | Bonkers                                | 28 de febrero de 1993 - 23 de febrero de 1994      | 4          | 61        |
| 1993 | Marsupilami                            | 18 de septiembre de 1993 - 11 de diciembre de 1993 | 1          | 39        |
| 1994 | Aladdín                                | 6 de febrero de 1994 - 25 de noviembre de 1995     | 3          | 86        |
| 1994 | Gargoyles                              | 24 de octubre de 1994 - 15 de febrero de 1997      | 3          | 78        |
| 1995 | Schnookums y Meat                      | 2 de enero de 1995 - 27 de marzo de 1995           | 1          | 39        |
| 1995 | Timón y Pumba                          | 8 de septiembre de 1995 - 24 de septiembre de 1999 | 3          | 85        |
| 1996 | Quack Pack                             | 3 de septiembre de 1996 - 29 de noviembre de 1996  | 1          | 39        |
| 1996 | Mighty Ducks                           | 6 de septiembre de 1996 - 17 de enero de 1997      | 1          | 26        |
| 1996 | Jungle Cubs                            | 5 de octubre de 1996 - 10 de enero de 1998         | 2          | 21        |
| 1996 | Doug                                   | 7 de septiembre de 1996 - 26 de junio de 1999      | 7          | 117       |
| 1997 | 101 dálmatas: la serie                 | 13 de septiembre de 1997 - 4 de marzo de 1998      | 2          | 65        |
| 1997 | Recess                                 | 31 de agosto de 1997 - 5 de noviembre de 2001      | 6          | 127       |
| 1997 | Pepper Ann                             | 13 de septiembre de 1997 - 18 de noviembre de 2000 | 5          | 65        |
| 1997 | Nightmare Ned                          | 19 de abril de 1997 - 5 de julio de 1997           | 1          | 25        |
| 1998 | Hércules                               | 31 de agosto de 1998 - 1 de marzo de 1999          | 2          | 65        |
| 1999 | Mickey Mouse Works                     | 1 de mayo de 1999 - 16 de diciembre de 2000        | 2          | 25        |
| 2000 | The Weekender                          | 26 de febrero de 2000 – 29 de febrero de 2004      | 4          | 73        |
| 2000 | Teacher's Pet                          | 9 de septiembre de 2000 - 10 de mayo de 2002       | 2          | 39        |
| 2000 | Buzz Lightyear of Star Command         | 2 de octubre de 2000 - 13 de enero de 2001         | 2          | 65        |
| 2001 | House of Mouse                         | 13 de enero de 2001 - 24 de octubre de 2003        | 3          | 52        |
| 2001 | Lloyd del Espacio                      | 3 de febrero de 2001 – 27 de febrero de 2004       | 4          | 39        |
| 2001 | La leyenda de Tarzán                   | 3 de septiembre de 2001 – 5 de febrero de 2003     | 2          | 39        |
| 2002 | Teamo Supremo                          | 19 de enero de 2002 – 17 de agosto de 2004         | 3          | 76        |
| 2002 | Fillmore!                              | 14 de septiembre de 2002 - 23 de enero de 2004     | 2          | 26        |

### Series originales de Disney Channel
| Año  | Serie                                 | Emisión Original                                 | Temporadas | Episodios      |
| ---- | ------------------------------------- | ------------------------------------------------ | ---------- | -------------- |
| 2002 | Kim Possible                          | 7 de junio de 2002 - 14 de septiembre de 2007    | 4          | 87             |
| 2003 | Lilo y Stitch: la serie               | 20 de septiembre de 2003 - 29 de julio de 2006   | 2          | 65             |
| 2004 | Dave, el bárbaro                      | 23 de enero de 2004 - 22 de enero de 2005        | 1          | 21             |
| 2004 | Brandy & Mr. Whiskers                 | 21 de agosto de 2004 - 25 de agosto de 2006      | 2          | 39             |
| 2005 | American Dragon: Jake Long            | 21 de enero de 2005 - 1 de septiembre de 2007    | 2          | 52             |
| 2005 | The Buzz on Maggie                    | 17 de junio de 2005 - 27 de mayo de 2006         | 1          | 21             |
| 2006 | The Emperor's New School              | 27 de enero de 2006-20 de noviembre de 2008      | 2          | 52             |
| 2006 | Los sustitutos                        | 28 de julio de 2006-30 de marzo de 2009          | 2          | 52             |
| 2006 | Shorty McShorts' Shorts               | 28 de julio de 2006 - 25 de mayo de 2007         | 2          | 13             |
| 2007 | Phineas y Ferb                        | 17 de agosto de 2007 - presente                  | 5          | 222            |
| 2010 | Pecezuelos                            | 3 de septiembre de 2010 - 4 de abril de 2014     | 3          | 110            |
| 2010 | Alphablocks                           | 25 de enero de 2010 - 5 de julio de 2013         | 4          | 79             |
| 2010 | Take Two with Phineas and Ferb        | 3 de diciembre de 2010 - 25 de noviembre de 2011 | 1          | 20             |
| 2012 | Gravity Falls                         | 15 de junio de 2012 - 15 de febrero de 2016      | 2          | 40             |
| 2013 | Mickey Mouse                          | 28 de junio de 2013 - 20 de julio de 2019        | 5          | 96             |
| 2014 | Los 7E                                | 7 de julio de 2014 - 5 de noviembre de 2016      | 2          | 44             |
| 2015 | Descendants: Wicked World             | 18 de septiembre de 2015 - 3 de marzo de 2017    | 2          | 35             |
| 2015 | Star vs. The Forces of Evil           | 30 de marzo de 2015 - 19 de mayo de 2019         | 4          | 77             |
| 2016 | Elena de Ávalor                       | 22 de julio de 2016 - 23 de agosto de 2020       | 3          | 77             |
| 2017 | Tangled: The Series                   | 4 de marzo de 2017 - 1 de marzo de 2020          | 3          | 63             |
| 2018 | Big City Greens                       | 18 de junio de 2018 – presente                   | 4          | 100            |
| 2019 | Amphibia                              | 17 de junio de 2019 - 14 de mayo de 2022         | 3          | 58             |
| 2020 | The Owl House                         | 10 de enero de 2020 - 8 de abril de 2023         | 3          | 43             |
| 2021 | The Ghost and Molly McGee             | 1 de octubre de 2021 - 13 de enero de 2024       | 2          | 41             |
| 2022 | Chibiverse                            | 30 de julio de 2022 – presente                   | 3          | Por anunciarse |
| 2022 | Hamster y Gretel                      | 12 de agosto de 2022 - 7 de mayo de 2025         | 2          | 58             |
| 2023 | Marvel's Moon Girl and Devil Dinosaur | 10 de febrero de 2023 - 8 de marzo de 2025       | 2          | 40             |
| 2023 | Kiff                                  | 10 de marzo de 2023 - presente                   | 2          | 40             |
| 2023 | Hailey's On It!                       | 8 de junio de 2023 - 18 de mayo de 2024          | 1          | 30             |
| 2024 | Primos                                | 25 de julio de 2024 - 27 de abril de 2025        | 1          | 30             |

- En desarrollo
- StuGo[23] (2025-presente)
- Saachi & Ten[24] (2025)
- North Woods[25][26][27][28][29] (Por anunciarse)
- Katz Cafe[30] (Por anunciarse)
- Suburbion[31] (Por anunciarse)
- Cookies & Milk[32] (Por anunciarse)
- SuperStar (Por anunciarse)[33]
- Magic Children Doing Things[34][35] (Por anunciarse)
- The Thousand Secrets Of The Gudin Family (Por anunciarse)[36]
- Hunch Bunch[37][38] (Por anunciarse)

### Series de Jetix/Disney
| Año  | Serie                                        | Emisión Original                                   | Temporadas | Episodios |
| ---- | -------------------------------------------- | -------------------------------------------------- | ---------- | --------- |
| 2004 | Super Escuadrón Ciber Monos Hiperfuerza ¡Ya! | 16 de septiembre de 2004 - 16 de diciembre de 2006 | 4          | 52        |
| 2005 | Get Ed                                       | 1 de julio de 2005 - 24 de abril de 2006           | 1          | 26        |
| 2006 | Yin Yang Yo!                                 | 4 de septiembre de 2006 - 18 de abril de 2009      | 2          | 65        |

### Series originales de Disney XD
| Año  | Serie                                          | Fecha de Estreno        | Fecha final            | Temporadas | Episodios |
| ---- | ---------------------------------------------- | ----------------------- | ---------------------- | ---------- | --------- |
| 2010 | Kick Buttowski: Suburban Daredevil             | 13 de febrero de 2010   | 2 de diciembre de 2012 | 2          | 52        |
| 2012 | Motorcity                                      | 30 de abril de 2012     | 7 de enero de 2013     | 1          | 20        |
| 2012 | Tron: Uprising                                 | 18 de mayo de 2012      | 28 de enero de 2013    | 1          | 19        |
| 2012 | Randy Cunningham: 9th Grade Ninja              | 13 de agosto de 2012    | 27 de julio de 2015    | 2          | 96        |
| 2014 | Wander Over Yonder                             | 31 de marzo de 2014     | 27 de junio de 2016    | 2          | 79        |
| 2014 | The 7D                                         | 7 de julio de 2014      | 5 de noviembre de 2016 | 2          | 44        |
| 2014 | Gravity Falls                                  | 4 de agosto de 2014     | 15 de febrero de 2016  | 2          | 40        |
| 2014 | Star Wars Rebels                               | 13 de octubre de 2014   | 5 de marzo de 2018     | 4          | 75        |
| 2014 | Penn Zero: Part-Time Hero                      | 5 de diciembre de 2014  | 28 de julio de 2017    | 2          | 35        |
| 2015 | Star vs. The Forces of Evil                    | 30 de marzo de 2015     | 19 de mayo de 2019     | 4          | 77        |
| 2015 | Pickle and Peanut                              | 7 de septiembre de 2015 | 20 de enero de 2018    | 2          | 42        |
| 2016 | Future-Worm!                                   | 1 de agosto de 2016     | 22 de junio de 2017    | 1          | 21        |
| 2016 | Milo Murphy's Law                              | 3 de octubre de 2016    | 18 de mayo de 2019     | 2          | 40        |
| 2017 | Billy Dilley's Super-Duper Subterranean Summer | 3 de junio de 2017      | 15 de junio de 2017    | 1          | 26        |
| 2017 | DuckTales                                      | 12 de agosto de 2017    | 15 de marzo de 2021    | 3          | 69        |
| 2018 | Big Hero 6                                     | 9 de junio de 2018      | 8 de febrero de 2021   | 3          | 56        |
| 2018 | Big City Greens                                | 18 de junio de 2018     | presente               | 4          | 100       |

### Series de Playhouse Disney / Disney Junior
- P B y J Otter (1998-2000)
- La casa de Mickey Mouse (2006-2016)
- Mis amigos Tigger y Pooh (2007-2010)
- Oso Agente Especial (2009-2012)
- Jake and the Never Land Pirates (2011-2016)
- Sofia the First (2013-2018)
- The Lion Guard (2016-2019)
- Mickey Mouse Mixed-Up Adventures (2017-2021)
- Fancy Nancy Clancy (2018-2022)
- Mickey Mouse Funhouse (2021-2025)
- Rise Up Sing Out (2022-presente)
- Alice's Wonderland Bakery (2022-2024)
- Firebuds (2022-presente)
- Ariel (Serie De TV)[45][46] (2024-presente)
- Winnie The Pooh[47] (2024-presente)
- RoboGobo[48] (2025-presente)
- Ariel[49] (2025-presente)
- Mickey Mouse Clubhouse+[49] (2025-presente)
- Tiny Trailblazers[50] (2026)
- Royal Prep Academy[51][52] (2026)
- Dusty Dupree[53][54] (Por anunciarse)

### Series de Disney+
| Año  | Serie                                | Temporadas | Episodios |
| ---- | ------------------------------------ | ---------- | --------- |
| 2020 | The Wonderful World of Mickey Mouse  | 2          | 24        |
| 2021 | Monsters at Work                     | 2          | 20        |
| 2022 | The Proud Family: Louder and Prouder | 2          | 20        |
| 2024 | Zombies:The Re-Animated Series       | 1          | 22        |

En Desarrollo
- Rhona Who Lives By The River (TBA)[55][56][22]
- Pato Darkwing (TBA)[57][58]
- Aventureros del Aire (TBA)[59]
- The Witchverse (TBA)[60]
- InterCats[61] (TBA)
- Neon Galaxy (TBA)[62]
- Fantasy Sports (TBA)[63]

## Películas producidas

### Películas para el cine
| Año  | Título                                                       | Director                  | Presupuesto | Recaudación  |
| ---- | ------------------------------------------------------------ | ------------------------- | ----------- | ------------ |
| 1990 | Patoaventuras: La película - El tesoro de la lámpara perdida | Bob Hathcock              | -           | $18,075,331  |
| 1995 | A Goofy Movie                                                | Kevin Lima                | -           | $35,336,439  |
| 1999 | Doug's 1st Movie                                             | Maurice Joyce             | $5,000,000  | $19,421,271  |
| 2000 | La película de Tigger                                        | Jun Falkenstein           | $20,000,000 | $96,147,688  |
| 2001 | Recess: School's Out                                         | Chuck Sheetz              | $10,000,000 | $44,451,470  |
| 2002 | Return to Never Land                                         | Robin Budd y Donovan Cook | $20,000,000 | $109,862,682 |
| 2004 | Teacher's Pet                                                | Timothy Björklund         | $10,000,000 | $6,491,969   |

### Directo a vídeo
| Año  | Película                                                    | Director(es)                                                            |
| ---- | ----------------------------------------------------------- | ----------------------------------------------------------------------- |
| 1994 | The Return of Jafar                                         | Toby Shelton, Tad Stones y Alan Zaslove                                 |
| 1995 | Gargoyles the Movie: The Heroes Awaken                      | Saburo Hashimoto y Takamitsu Kawamura                                   |
| 1996 | Aladdin and the King of Thieves                             | Tad Stones                                                              |
| 1997 | Mighty Ducks the Movie: The First Face-Off                  | Joe Barruso, Doug Murphy, Blair Peters y Baekyup Sung                   |
| 1997 | Pooh's Grand Adventure: The Search for Christopher Robin    | Karl Geurs                                                              |
| 1997 | Beauty and the Beast 2: The Enchanted Christmas             | Andy Knight                                                             |
| 1998 | El mundo mágico de Bella                                    | Bob Kline                                                               |
| 1998 | Pocahontas 2: viaje a un nuevo mundo                        | Tom Ellery y Bradley Raymond                                            |
| 1998 | The Lion King II: Simba's Pride                             | Darrell Rooney                                                          |
| 1999 | Mickey's Once Upon a Christmas                              | Toby Shelton, Bradley Raymond, Bill Speers, Jun Falkenstein y Alex Mann |
| 1999 | Winnie The Pooh: Seasons of Giving                          | Harry Arends, Jun Falkenstein y Karl Geurs                              |
| 2000 | La película de Tigger                                       | Jun Falkenstein                                                         |
| 2000 | An Extremely Goofy Movie                                    | Douglas McCarthy                                                        |
| 2000 | Buzz Lightyear of Star Command: The Adventure Begins        | Tad Stones                                                              |
| 2000 | The Little Mermaid II: Return to the Sea                    | Jim Kammerud y Brian Smith                                              |
| 2001 | Recess: School's Out                                        | Chuck Sheetz                                                            |
| 2001 | Lady and the Tramp II: Scamp's Adventure                    | Darrell Rooney y Jeannine Roussel                                       |
| 2001 | Mickey's Magical Christmas: Snowed in at the House of Mouse | Roberts Gannaway y Tony Craig                                           |
| 2001 | Recess Christmas: Miracle on Third Street                   | Howy Parkins, Susie Dietter y Chuck Sheetz                              |
| 2002 | Cinderella II: Dreams Come True                             | John Kafka                                                              |
| 2002 | El jorobado de Notre Dame 2                                 | Bradley Raymond                                                         |
| 2002 | Tarzán y Jane                                               | Victor Cook y Steve Loter                                               |
| 2002 | Mickey's House of Villains                                  | Jamie Mitchell                                                          |
| 2002 | Winnie The Pooh: A Very Merry Pooh Year                     | Jamie Mitchell, Gary Katona, Ed Wexler y Ken Kessel                     |
| 2003 | 101 dálmatas 2                                              | Jim Kammerud y Brian Smith                                              |
| 2003 | Atlantis: El regreso de Milo                                | Victor Cook, Toby Shelton y Tad Stones                                  |
| 2003 | Stitch! The Movie                                           | Tony Craig y Robert Gannaway                                            |
| 2003 | Recess: All Growed Down                                     | Howy Parkins y Chuck Sheetz                                             |
| 2003 | Recess: Taking the Fifth Grade                              | Howy Parkins                                                            |
| 2006 | Leroy & Stitch                                              | Bobs Gannaway y Tony Craig                                              |

### Películas parastreaming
- Phineas y Ferb, la película: Candace contra el universo (2020)
- School For Sensitive Souls (TBA)[64][65][15]
- Confessions of an Imaginary Friend (TBA)[66][67]
- Superfudge (TBA)[68][69]
- Kim Possible (TBA)[70]